# Jacques-Louis David
Jacques-Louis David (pronúncia francesa [ david ] ) (Paris, 30 de agosto de 1748 – Bruxelas, 29 de dezembro de 1825) foi um pintor francês, o mais característico representante do neoclassicismo. Controlou durante anos a atividade artística francesa, sendo o pintor oficial da corte francesa e de Napoleão Bonaparte.

## Juventude
Jacques-Louis David nasceu de uma próspera família parisiense. Quando tinha nove anos seu pai foi morto em duelo, e sua mãe o entregou aos cuidados de seus tios abastados, que providenciaram para que ele tivesse uma educação primorosa no Collège des Quatre-Nations, mas ele jamais foi um bom aluno — sofria de um tumor na face que afetava sua fala, e passava o tempo a desenhar. Desejava ser pintor, contrariando os planos de sua mãe e tios, que o queriam um arquiteto. Vencendo a oposição, buscou tornar-se aluno de François Boucher, seguidor do rococó e o principal pintor de sua geração, que era também seu parente distante. Mas Boucher, em vez de aceitá-lo como discípulo, o enviou para aprender com Joseph-Marie Vien, um artista que já trabalhava numa linha classicista, e o jovem ingressou então na Academia Real.
Tentou o Prêmio de Roma por quatro vezes, sendo em todas preterido. Depois do quarto fracasso iniciou uma greve de fome, mas não a levou ao cabo. Finalmente em 1774 teve sucesso, dirigindo-se a Roma para ingressar na Academia de Roma, e a ajuda do professor Vien o poupou de um estágio preliminar em outra escola, o que era uma praxe. Lá executou inúmeros desenhos e esboços das ruínas da cidade histórica, material que o proveu de inspiração para as arquiteturas de suas telas ao longo de toda a vida. Estudando os antigos mestres, sentia uma predileção por Rafael Sanzio, e ao visitar Pompeia ficou maravilhado. Depois destas impressões tão fortes decidiu adotar em seus trabalhos um estilo de acordo com os conceitos do classicismo.

## Primeiras obras-primas
Sua convivência com os colegas na Academia de Roma não era fácil, mas em geral era-lhe reconhecido o gênio. Depois de cinco anos na capital italiana voltou a Paris, onde teve uma recepção calorosa, que lhe abriu as portas da Academia Real, para onde enviou duas pinturas de admissão, ambas incluídas no Salão de 1781, uma honrosa exceção aos critérios rígidos que norteavam o concurso. Seu sucesso precoce lhe rendeu a hostilidade de membros da administração da Academia, mas teve o favor real de poder instalar-se no Louvre, um privilégio concedido somente a grandes artistas. Ao mesmo tempo desposou Marguerite Charlotte, filha do administrador do palácio, M. Pecol, casamento que lhe trouxe dinheiro e quatro filhos. Já com muitos alunos, recebeu a encomenda do rei para pintar Horácio defendido por seu pai, mas ele argumentou que só em Roma poderia pintar romanos, e conseguiu de seu padrinho os recursos necessários para a viagem.
Novamente na cidade eterna, David pintou O Juramento dos Horácios (1784), uma de suas primeiras obras-primas, cuja novidade maior foi a clara caracterização dos papéis masculinos e femininos, seguindo preceitos de Rousseau, e o elogio de ideais patrióticos republicanos, temas que continuaria a abordar por muito tempo. De acordo com o historiador Arnold Hauser, esta obra "constitui um dos maiores êxitos registrados na história da arte. Apesar de seu tratamento linear e cerebral, conseguiu obter um grande efeito dramático. Ainda em Roma o pintor acalentou a ideia de tornar-se o diretor da seção da Academia Francesa naquela cidade, mas alegando-se sua pouca idade, seu pleito foi recusado.
Sua próxima obra de vulto foi A Morte de Sócrates (1787), exibida no Salão de 1787, que foi comparado a criações imortais de Michelangelo e Rafael Sanzio. Diderot a qualificou de "absolutamente perfeita", e obteve igualmente a aprovação real.
Em seguida pintou Os litores trazendo a Brutus os corpos de seus filhos, e um retrato de Lavoisier, mas neste ínterim, eclodindo a Revolução, todas as obras deveriam ser aprovadas de antemão para serem exibidas, e Os litores foi recusado por ser sua simbologia republicana, o mesmo ocorrendo com o retrato, recusado pelas associações do famoso químico com o partido Jacobino. Contudo, quando os jornais noticiaram a proibição o público ficou ultrajado, e o júri teve de reconsiderar, expondo o quadro dos Litores sob uma escolta voluntária de estudantes de arte.

## David revolucionário
David apoiou a Revolução Francesa desde o início, era amigo de Robespierre e membro do Clube dos Jacobinos. Enquanto outros deixavam o país em busca de novas oportunidades, David permaneceu para auxiliar na queda do antigo regime, votando pela morte do rei; de fato, na primeira Convenção Nacional que se reuniu ele foi alcunhado de "terrorista feroz". Logo, porém, ele voltou sua crítica contra a Academia, possivelmente por causa da hipocrisia que sentia nos bastidores e da oposição que suas obras haviam sofrido no início de sua carreira. Seus ataques lhe trouxeram ainda maiores inimizades, uma vez que a instituição era um refúgio dos realistas, mas com o aval da Assembleia Nacional ele planejou reformas na antiga escola segundo a nova constituição, passando a desempenhar um papel de propagandista da República tanto por sua atuação pública como através de suas pinturas.
Quando Voltaire morreu em 1778 a Igreja negou-lhe sepultura cristã, e foi enterrado perto de um mosteiro, mas quando as propriedades eclesiásticas foram confiscadas David foi indicado chefe de uma comissão para trasladar os despojos do filósofo para o Panteão. A cerimônia mobilizou uma multidão de cem mil pessoas, a despeito da chuva e do protesto dos conservadores. Foi o primeiro de uma série de grandes festejos organizados pelo pintor para a República, que espelhavam os antigos ritos pagãos, fazendo uso de uma série de símbolos retirados da antiguidade greco-romana. Os líderes da revolução logo compreenderam o enorme apelo que tais festas exerciam sobre a massa popular, por sua rica visualidade carregada de símbolos, sua teatralidade, e tais métodos foram mais tarde usados por Lenin, Hitler e Mussolini como instrumento de sua propaganda. O último grande festival organizado por David, e dedicado ao Ser Supremo, foi por ocasião da decapitação de Maria Antonieta.
Momento marcante da Revolução que ele fixou em tela foi a Morte de Marat, um testemunho de sua filiação política e ao mesmo tempo uma obra-prima. Quando apresentou a tela na Convenção, disse: "Cidadãos, o povo novamente clamou por seu amigo; sua voz desolada foi ouvida: 'David, toma teus pincéis, vinga Marat!'… Eu ouvi a voz do povo, e obedeci". A obra foi um sucesso político imediato, e tornou-se também uma de suas criação mais bem-sucedidas — simples, direta, e poderosamente tocante — consagrando o retratado, agora um mártir cívico, e o autor no ambiente revolucionário, onde ele, como auxiliar de Robespierre no Comité de Segurança Geral, foi um dos mais ferventes promotores do Terror. A esta altura a França estava envolvida em uma guerra com outras potências europeias, e aparentemente estava em vantagem. Assim o estado de emergência que havia suscitado o Comitê de Segurança Geral deixou de existir. Conspiradores aproveitaram o momento e prenderam Robespierre. Apesar de manifestar seu apoio a ele, David não foi executado, apenas preso. Na prisão fez um auto-retrato, mostrando-se muito mais jovem do que aparentava. Visitado por sua esposa no cárcere, concebeu a ideia para uma nova obra, A intervenção das Sabinas, como um apelo pela reunião nacional e pela paz, depois de tanto sangue derramado.
Logo Napoleão reinava, e o ambiente se transformara radicalmente. Os mártires da Revolução foram removidos do Panteão e re-enterrados em vala comum, e suas estátuas destruídas. Sua esposa, que era realista, conseguiu livrar David da prisão, e apesar de terem-se divorciado desde o episódio do regicídio, ela declarou que nunca deixara de amá-lo, e por fim voltaram a se casar em 1796. Reabilitado e reintegrado em seu atelier e posição, voltou a aceitar alunos e se retirou da política.

## Amizade com Napoleão
Napoleão e David admiravam-se mutuamente. David desde o primeiro encontro ficara impressionado com o então general, e quando este subiu ao trono David solicitou fazer o seu retrato. Depois o pintou na cena da coroação, nas bodas com Josefina, outra grande composição, e de novo na da Passagem dos Alpes, montado em um fogoso pônei branco. Por sua vez, Napoleão o indicou pintor oficial da corte, e pediu que ele o acompanhasse na campanha do Egito, mas o pintor recusou, alegando que era velho demais para aventuras, e enviou em seu lugar um de seus estudantes, Antoine-Jean Gros.

## Últimos anos
Quando a monarquia Bourbon foi restaurada David foi um dos proscritos. Contudo Luís XVIII concedeu-lhe anistia e até mesmo ofereceu-lhe uma posição na corte, mas David recusou, preferindo o autoexílio em Bruxelas. Lá pintou Cupido e Psiquê, vivendo tranquilamente com sua esposa, e dedicando-se a composições em pequena escala e a retratos. Sua última grande criação foi Marte desarmado por Vênus e as três Graças, terminada um ano antes de sua morte. Segundo expressou, desejava que a obra fosse o seu testamento artístico. Exposta em Paris, reuniu uma multidão de admiradores.
Faleceu depois de ter sido golpeado por um carro na saída do teatro, em 29 de dezembro de 1825. Seu espólio foi vendido, mas as pinturas remanescentes obtiveram baixos valores. Por suas atividades revolucionárias seu corpo foi impedido de retornar à pátria, e foi sepultado no cemitério Evere, em Bruxelas. Seu coração, porém, repousa no cemitério Père Lachaise, em Paris.

## Outras obras

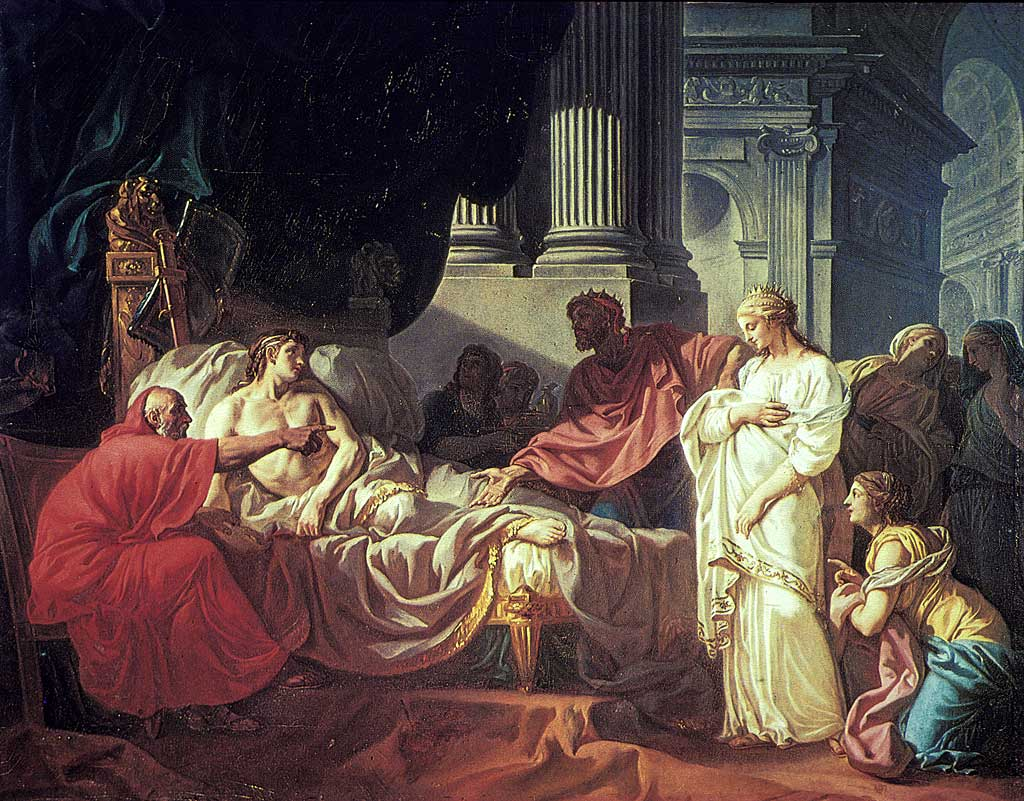
Antíoco e Estratônica, 1774
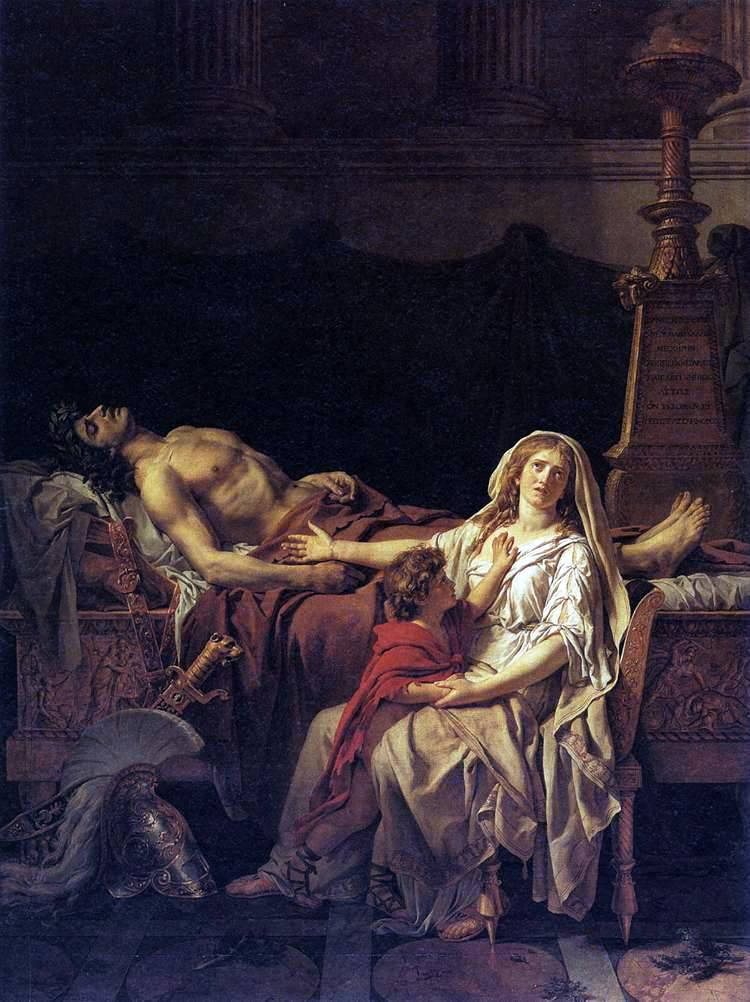
Andrômaca lamentando Heitor, 1783
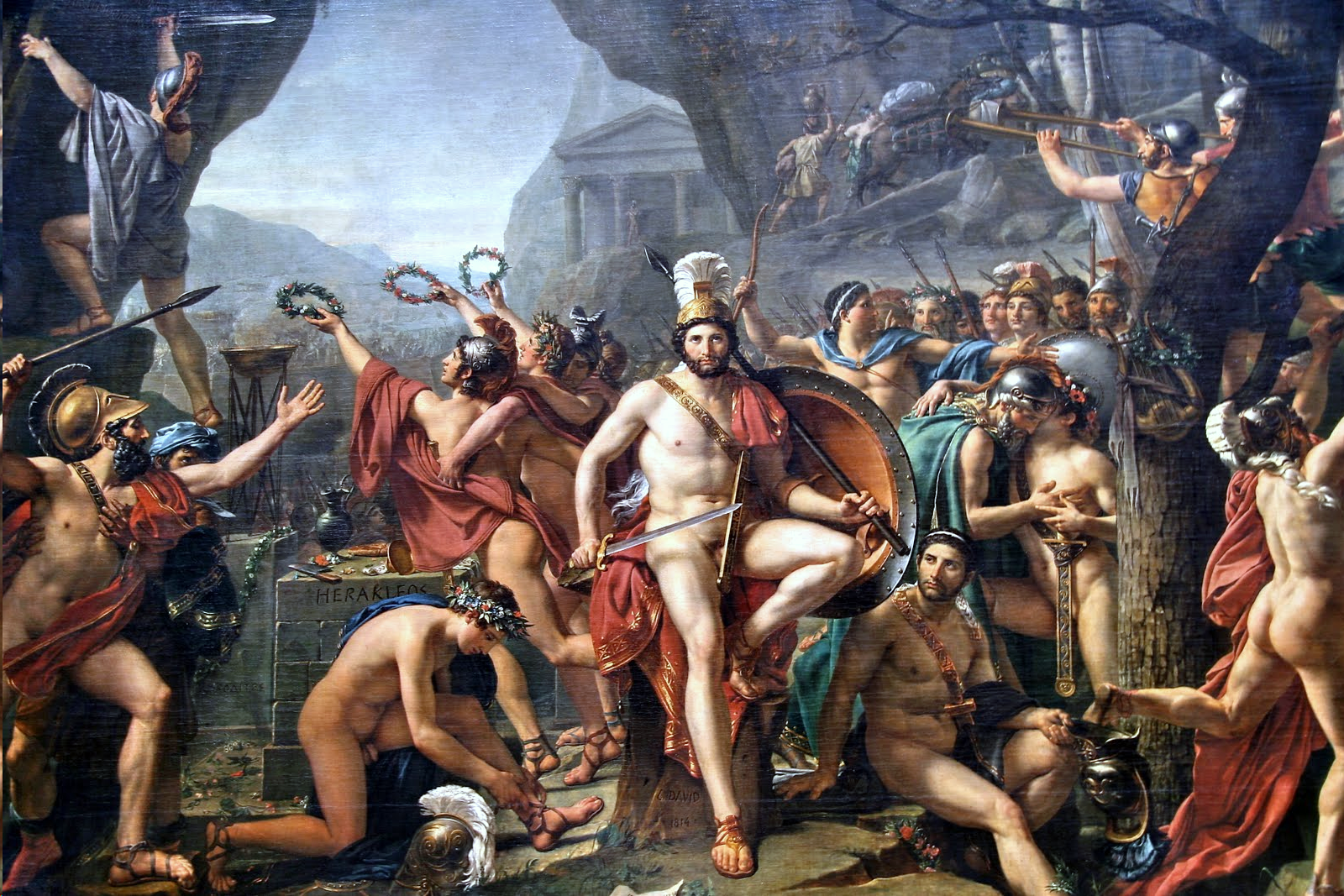
Leônidas nas Termópilas, 1814
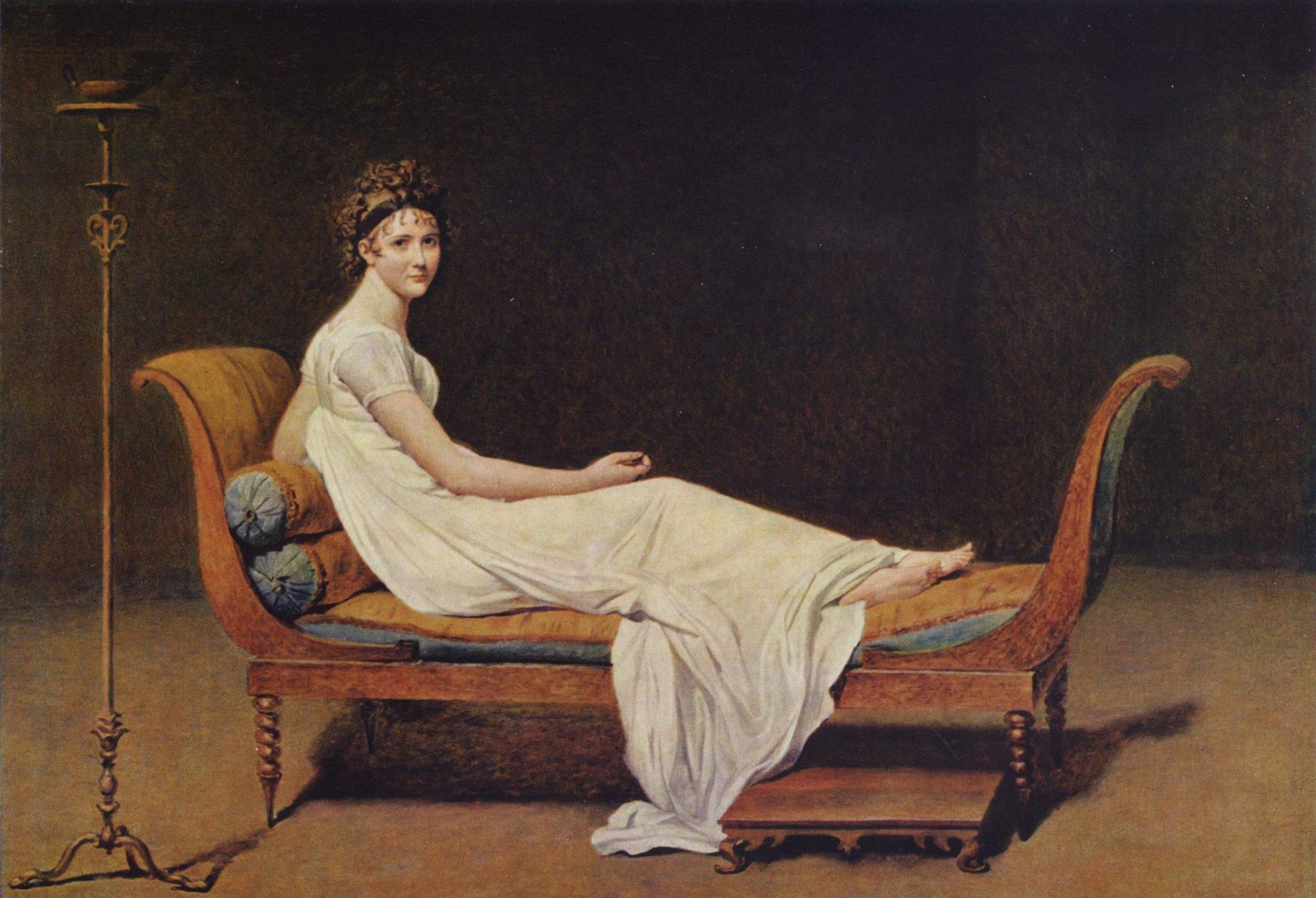
Madame Récamier, 1800

A coroação de Napoleão, 1805-1807
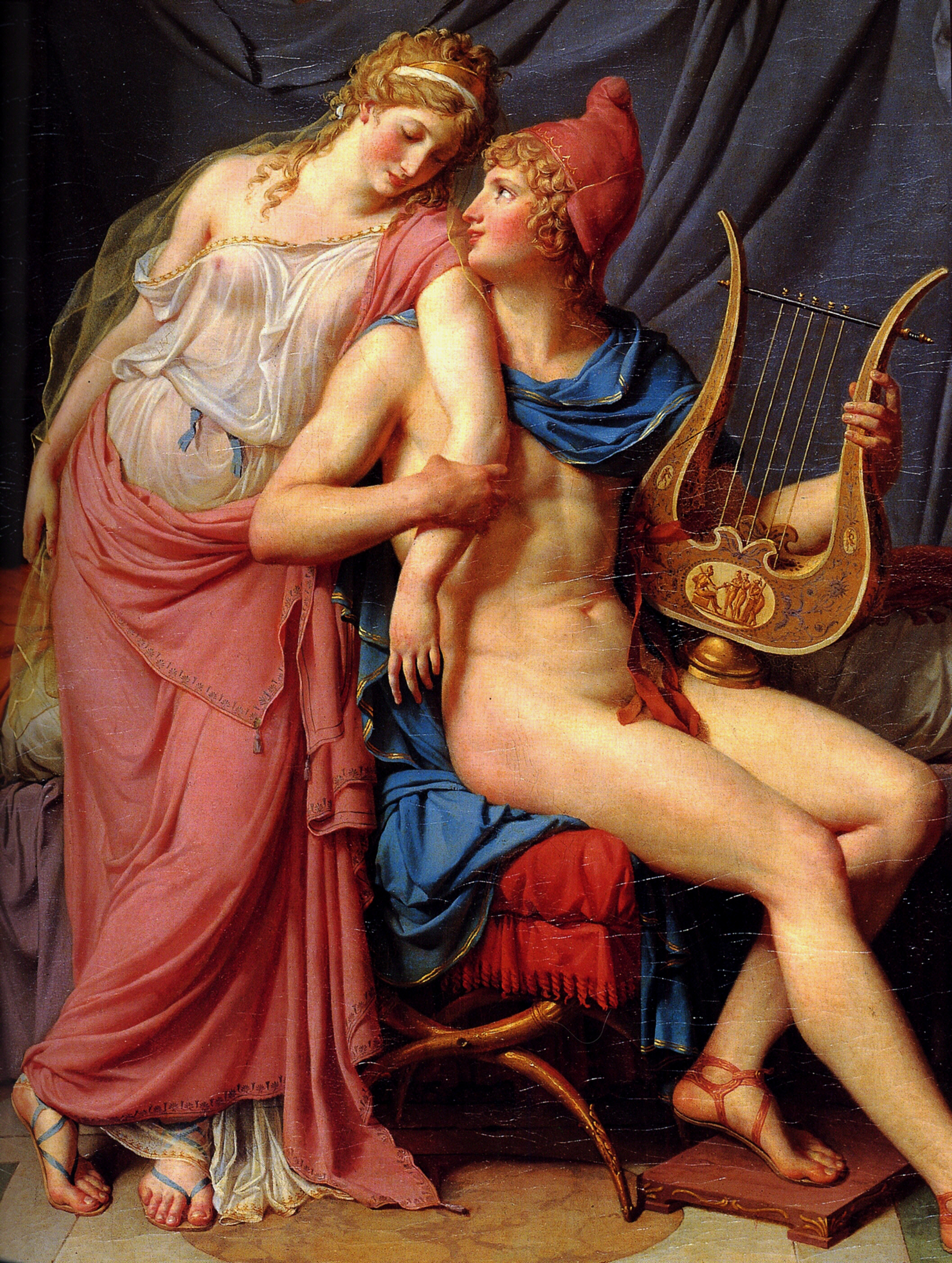
Páris e Helena, 1788
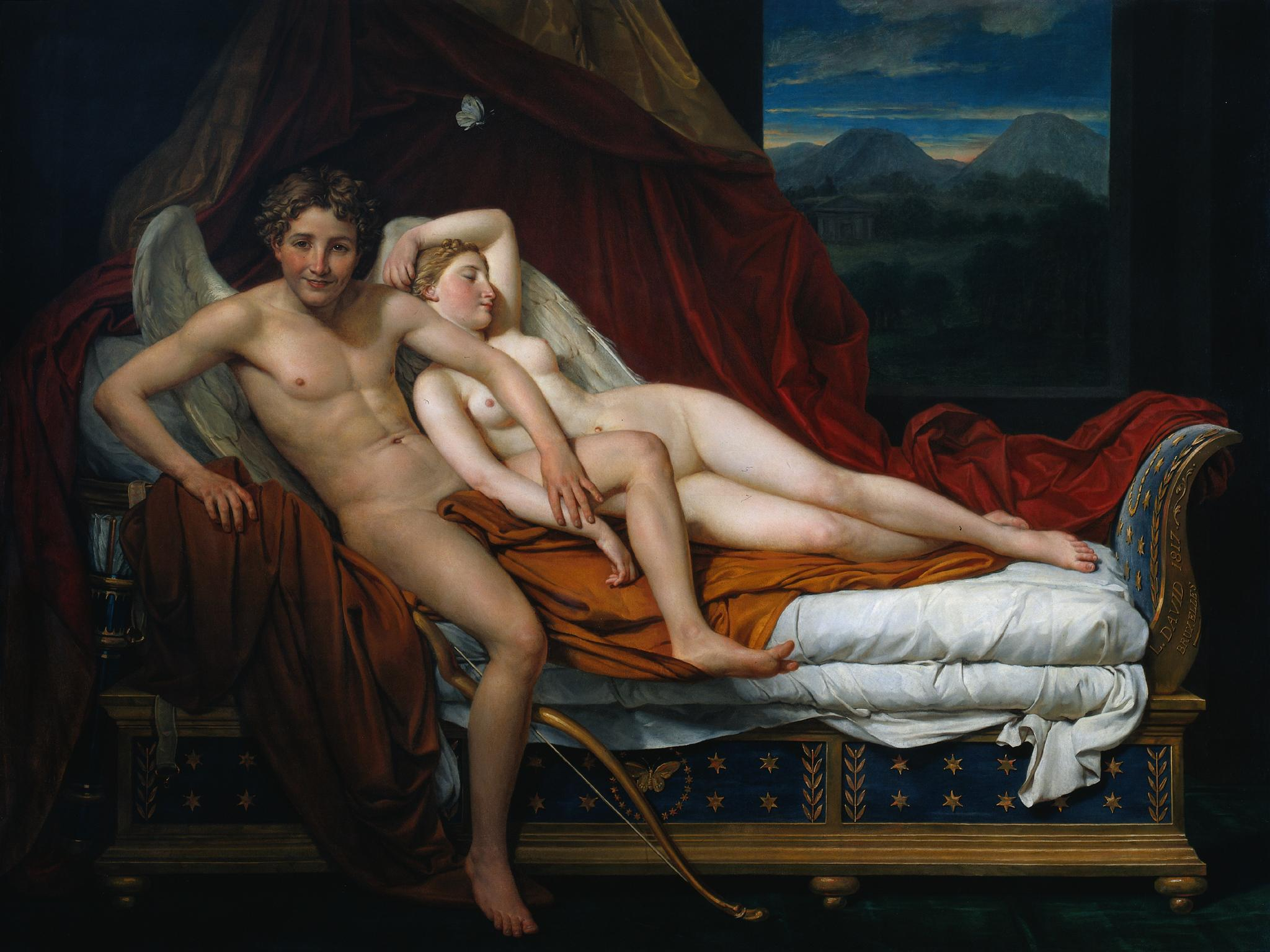
Cupido e Psiquê, 1817
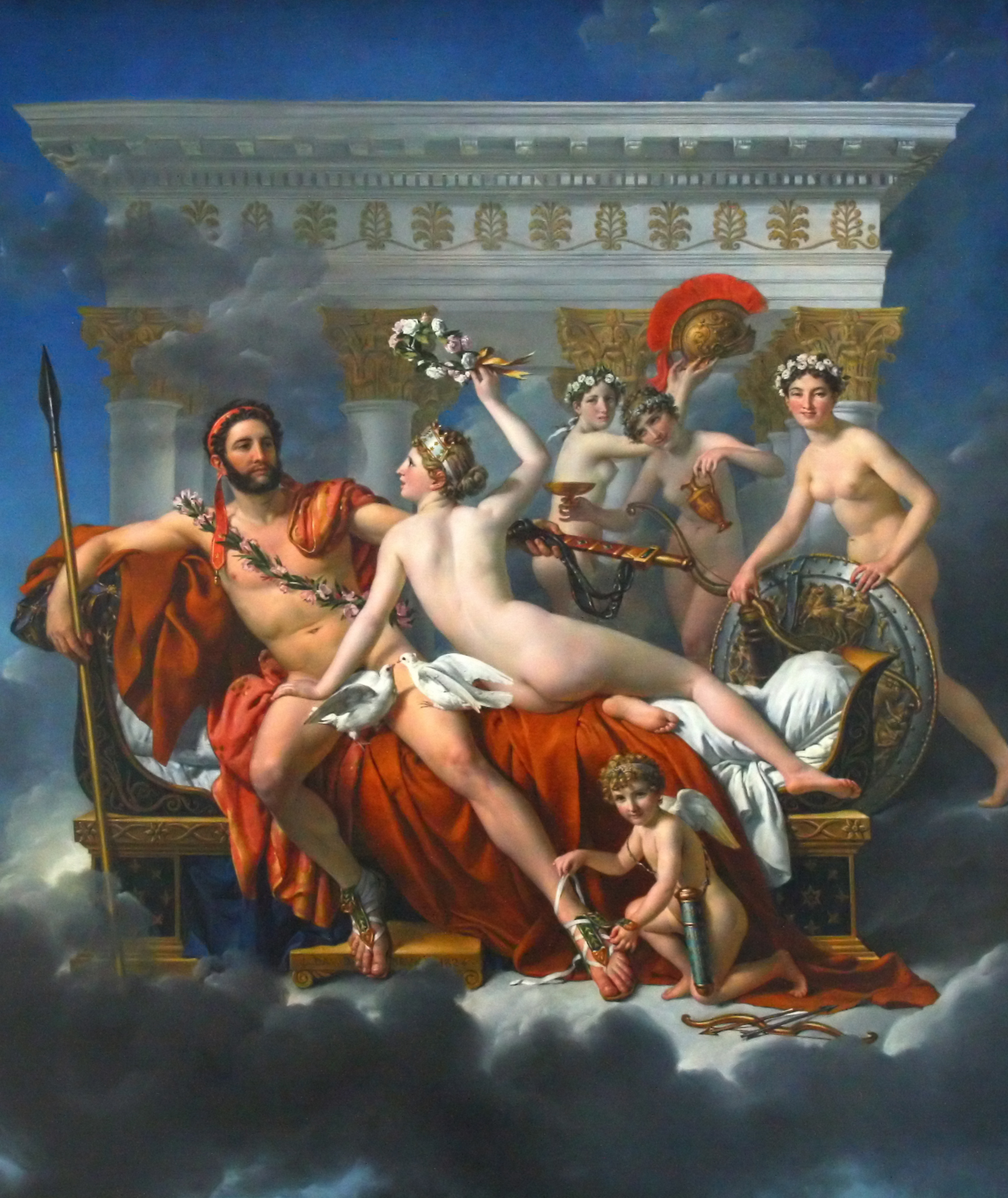
Marte desarmado por Vênus e as três Graças, 1824